# Kyselina diethylentriaminpenta(methylenfosfonová)
Kyselina diethylentriaminpenta(methylenfosfonová) (zkráceně DTPMP) je organická sloučenina patřící mezi fosfonové kyseliny. Používá se jako chelatační činidlo a k ochraně proti korozi.

## Vlastnosti
DTPMP se většinou používá ve formě solí, protože samotná kyselina se špatně rozpouští ve vodě. Zamezuje srážení síranu barnatého (BaSO4). V silně zásaditých roztocích a při vysokých teplotách (nad 210 °C) chrání proti vodnímu kameni a korozi lépe než ostatní fosfonáty.

## Využití
- Výroba detergentů a čisticích prostředků
- Úprava vody
- Ochrana proti vodnímu kameni
- Jako chelatační činidlo
- Ochrana před korozí